# Krambil Sawit
Krambil Sawit is een bestuurslaag in het regentschap Gunung Kidul van de provincie Jogjakarta, Indonesië. Krambil Sawit telt 5449 inwoners (volkstelling 2010).